# Сноровка... и как её приобрести
«Сноро́вка… и как её приобрести́» (англ. The Knack ...and How to Get It) — британский кинофильм 1965 года.

## Сюжет
Стеснительный школьный учитель по имени Колин хочет научиться «снимать» девушек и решает обратиться за помощью к своему соседу Толену, профессионалу в этом деле. Однако не увидев для себя ничего полезного в советах последнего, Колин решает для начала раздобыть себе кровать побольше. На её поиски он отправляется вместе с новым, третьим уже соседом по имени Том. По пути они встречают Нэнси Джонс, только что приехавшую в город и ищущую где бы остановиться. Каждый из парней решает приударить за ней, пригласив прокатиться с ними по городу. Когда же эта весёлая троица прибывает домой к Колину и Тому, там их вскоре ждёт неприятный сюрприз — «бабник» Толен, увидев Нэнси, решает также не оставаться в стороне и воспользоваться своими навыками.

## В ролях
| Актёр          | Роль               |
| -------------- | ------------------ |
| Рита Ташингем  | Нэнси Джонс        |
| Рэй Брукс      | Толен              |
| Майкл Кроуфорд | Колин              |
| Донал Доннелли | Том                |
| Уильям Декстер |                    |
| Чарльз Дайер   |                    |
| Марго Томас    |                    |
| Джон Блузал    |                    |
| Хелен Леннокс  |                    |
| Дэнди Николс   | домовладелица Тома |

## Награды и номинации
В 1965 году фильм получил Золотую пальмовую ветвь, главную премию Каннского кинофестиваля.

### Номинации наBAFTA1966 года
- Лучший фильм
- Лучшая британская актриса (Рита Ташингем)
- Лучший сценарий британского фильма
- Лучшая работа оператора (ч/б фильмы)
- Лучший британский фильм
- Самый многообещающий новичок (Майкл Кроуфорд)